# Потоцький Іван Іванович
Іван Іванович Потоцький (28 жовтня (10 листопада) 1898, Сойміно — 1978) — український дерматовенеролог, доктор медичних наук, професор.

## Життєпис
Народився 28 жовтня (10 листопада) 1898 року в селі Сойміному Петрівського повіту Саратовської губернії) (у сучасному Лопатинському районі) Пензенської області; село припинило існування 1987 у зв'язку з від'їздом селян).
Вступив на агрономічний факультет Саратовського університету, проте швидко перейшов на медичний факультет. Під час Громадянської війни в Росії у 1919 році був мобілізований у Червону армію як медбрат, після чого у 1920 році продовжив навчання в університеті.
Після закінчення університету у 1924–1925 роках працював сільським лікарем у Саратовській області, лікарем дерматологом окружної лікарні. В 1925–1927 роках працював за фахом в тюремній лікарні в Саратовській області. У 1927–1928 роках був головним лікарем залізничного венерологічного диспансера Ташкентської залізниці, а з 1928 до 1938 року працював головним лікарем вендиспансеру Ташкентського залізничного вузла. З листопада 1938 до вересня 1939 року очолював вендиспансер Каракалпацької АРСР і був асистентом дерматовенерологічної клініки Ташкентського медичного інституту.
1935 року захистив кандидатську дисертацію на тему «Боротьба з венеричними хворобами на транспорті». А в 1938 році йому було присвоєно вчене звання приват-доцента. Далі його було відряджено до Ленінграда для виконання докторської дисертації в лабораторії фізіолога Леона Абгаровича Орбелі. Протягом двох років вчений проводив експериментальні дослідження на собаках і за матеріалами власних досліджень захистив докторську дисертацію на тему «Роль нервової системи при запальних захворюваннях шкіри» і видав її у вигляді монографії. Докторську дисертацію захистив в червні 1939 року в
Київському медичному інституті. Цього ж року наказом Міністерства охорони здоров'я СРСР його було призначено завідувачем кафедри шкірних та венеричних хвороб Хабаровського медичного інституту.
В період німецько-радянської війни читав лекції, консультував і лікував хворих і поранених бійців у шпиталях Хабаровська і Комсомольська-на-Амурі. Улітку 1945 року переїхав дить до міста Краснодара на посаду завідувача кафедри шкірних та венеричних хвороб Кубанського медичного інституту. У 1958 році став завідувачем кафедри дерматовенерології Київського інституту удосконалення лікарів, з 1960 року — завідувач кафедри шкірних та венеричних хвороб Київського медичного інституту.

Могила Івана Потоцького

Помер у 1978 році. Похований у Києві на Байковому кладовищі.

## Вшанування пам'яті
У Києві, на будинку по вулиці Шовковичній, 39, на одному з корпусів Олександрівської лікарні, де вчений працював з 1960 по 1978 рік, у 1998 році йому встановлено гранітну меморіальну дошку.